# Circus maillardi
Circus maillardi е вид птица от семейство Ястребови (Accipitridae). Видът е застрашен от изчезване.

## Разпространение
Видът е разпространен в Реюнион.